# 阮高𡹾
阮高𡹾（越南语：／，？年—？年），《大南正編列傳二集》作“阮高（山丙）”，越南阮朝官員。

## 生平
阮高𡹾是河靜道石河縣弗撓社（今屬河靜省）人，父親阮常珍是員外郎。嗣德八年（1855年），阮高𡹾參加乂安場鄉試，考中舉人。初授集賢院職務，參與檢辦韻海，又充辦內閣事務，參與編修《人事金鑑》。後授和榮知縣，歷任翰林院修撰，充內閣版章所行走，後升著作，充廣南軍次隨辦。不久領順成知府。嗣德十八年（1865年），阮高𡹾被任命為諒平軍次贊襄，後來晉升翰林院侍講學士，領興安安擦使，再改任高平按察使，後來在任上去世。阮廷追降他為翰林院侍讀。

## 子女
子阮高（山敦），舉人。